# Ligne de défense d'Amsterdam

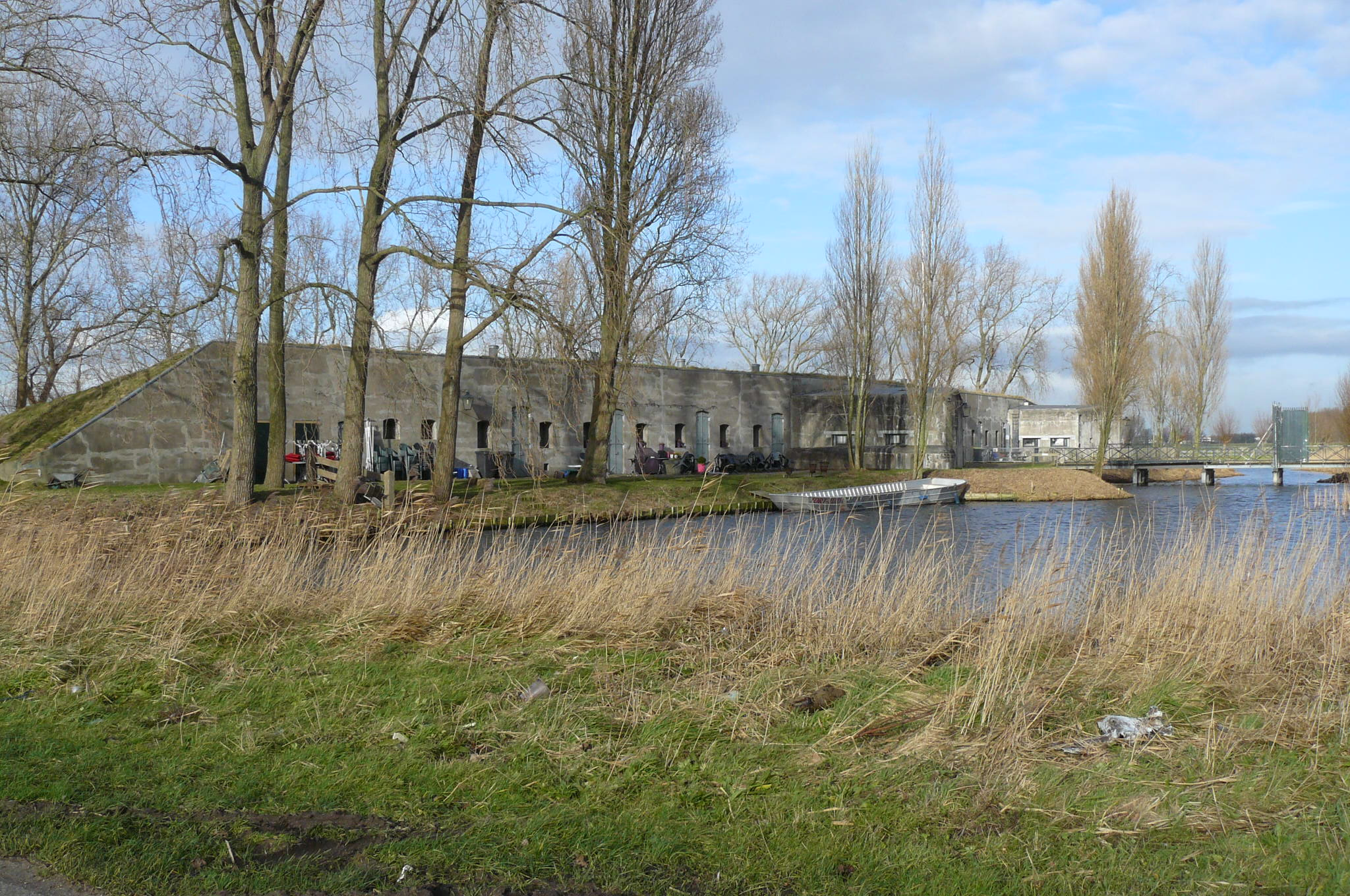
Fort au sud de Spaarndam.

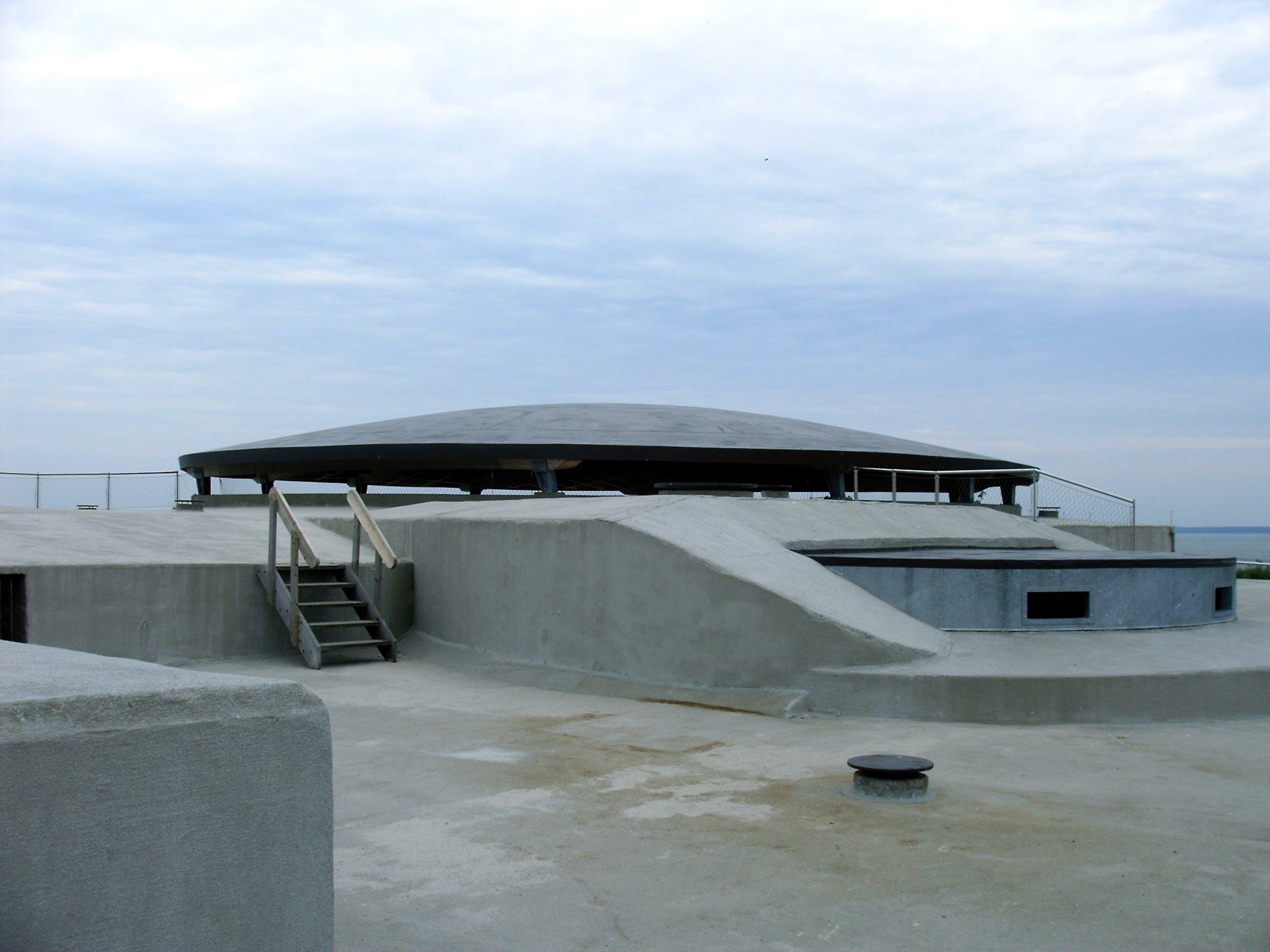
Fortifications sur l'île Pampus

La ligne de défense d'Amsterdam (en néerlandais : Stelling van Amsterdam) est une ceinture de fortifications édifiées autour de la ville d'Amsterdam. Le système, basé sur la maîtrise de l'eau comme moyen de défense, est unique et est désormais inscrit sur la liste du patrimoine mondial de l'UNESCO. 

## Présentation
Ces fortifications sont constituées d'un ensemble de 45 forts, distants d'environ une vingtaine de kilomètres d'Amsterdam, entourés d'une zone pouvant être aisément noyée en temps de guerre. On pourrait considérer que le nombre exact de forts est d'une cinquantaine puisque certains n'ont pas été achevés. L'inondation a été calculée pour avoir une profondeur d'environ 30 centimètres, laquelle devait être insuffisante pour être accessible par des navires chargés. Dans un rayon d'un kilomètre, les constructions furent interdites ou rasées, sauf celles en bois, auxquelles on pouvait aisément mettre le feu.
La ligne de défense d'Amsterdam fut construite entre 1880 et 1914. L'invention de l'avion et du char de combat la rendit cependant obsolète dès la fin des travaux (comme en attesta la fin tragique du fort belge d'Ében-Émael (1932-1935) au début de la seconde Guerre mondiale). 

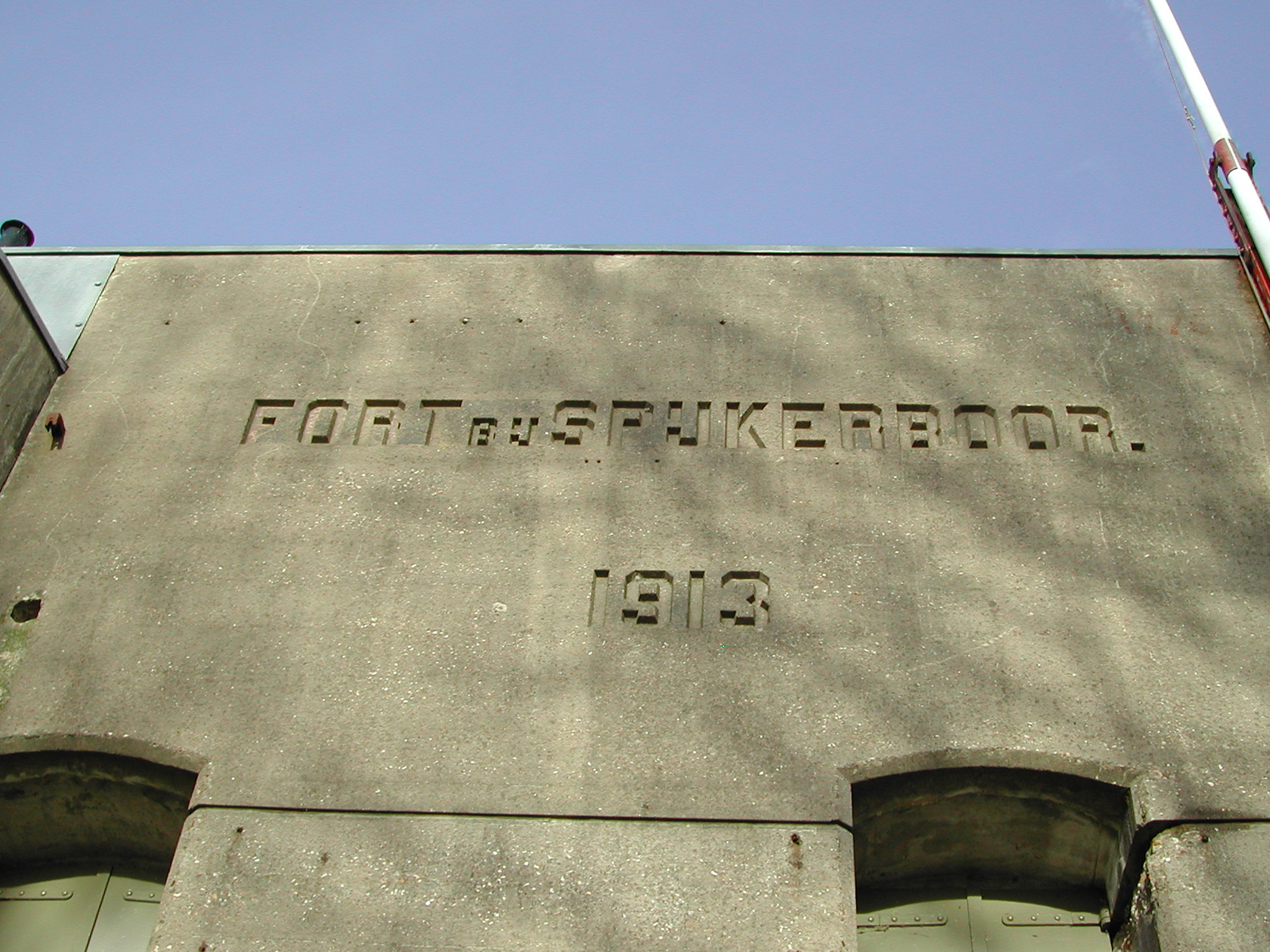
Fort de Spijkerboor -1913
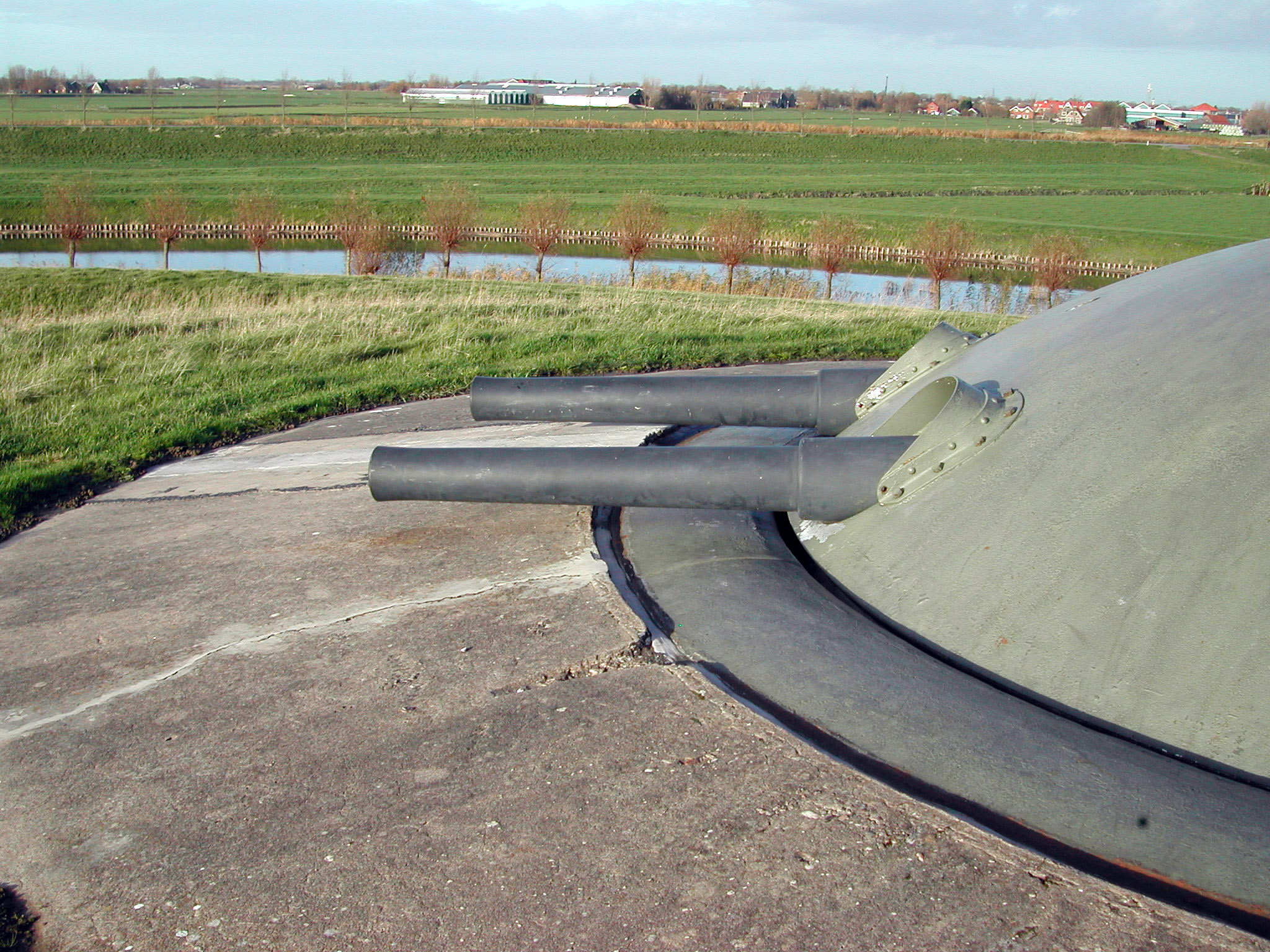
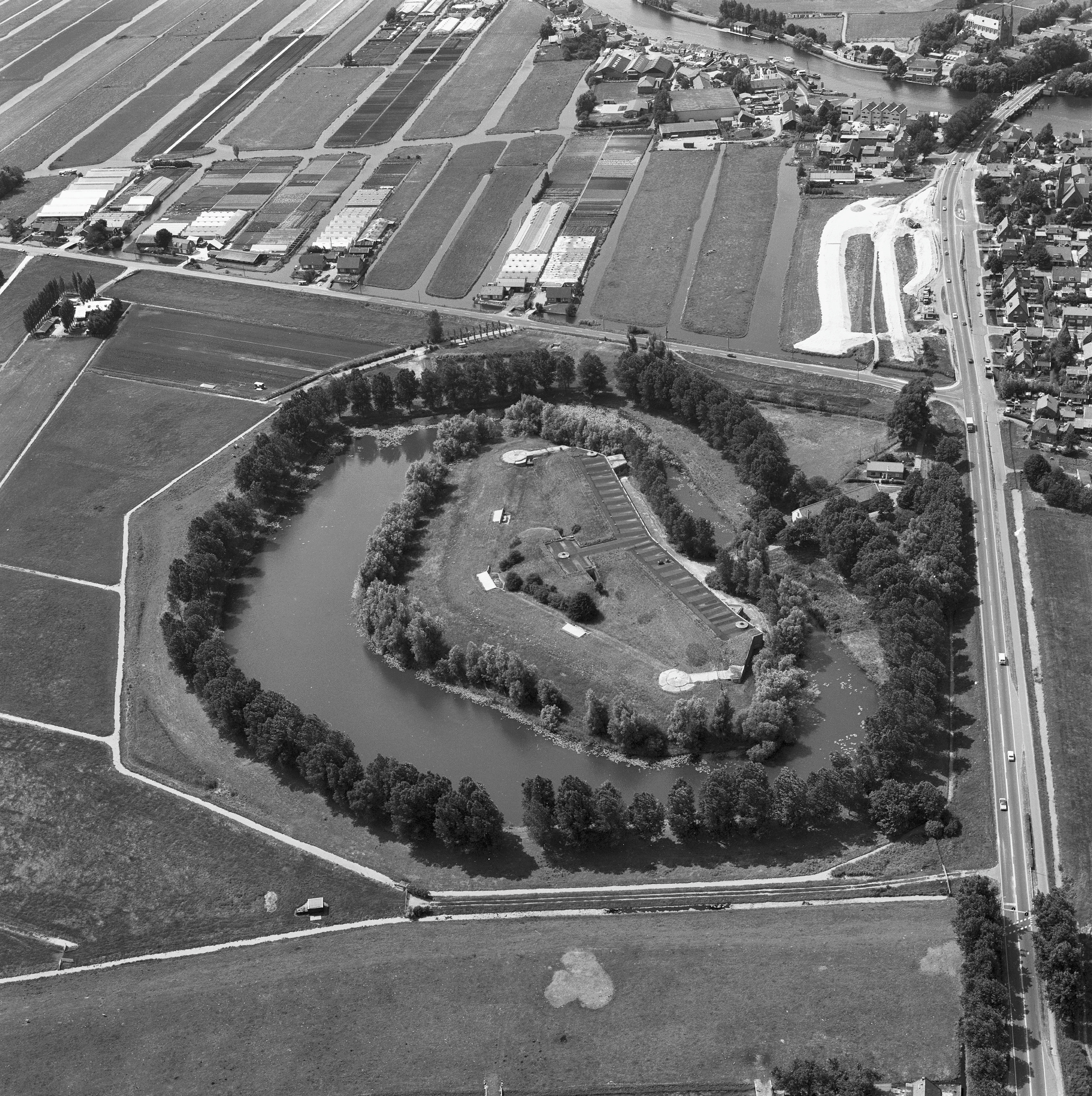
Vue aérienne

La plupart des forts sont désormais propriété des communes sur lesquels ils sont établis, géré par leurs départements de la nature ou du tourisme. Ils ne sont généralement pas visitables hormis lors des journées européennes du patrimoine (en néerlandais : Open Monumentendag), le deuxième samedi et dimanche de septembre.

## Fonction
Le Stelling van Amsterdam était principalement une «ligne d'eau» défensive (en néerlandais : waterlinie). Dans le cas d'une attaque de l'ennemi, de vastes étendues de terre autour d'Amsterdam seraient inondées d'eau, empêchant l'ennemi de progresser. Amsterdam fonctionnerait comme une redoute nationale ou un réduit, comme dernier bastion des Pays-Bas. Des forts ont été construits où les routes, les chemins de fer ou les digues traversaient la ligne d'eau. Dans de tels endroits, il n'y aurait pas d'eau pour arrêter l'ennemi, et donc les forts avaient l'intention de conquérir l'ennemi.

## Construction
La loi pour la construction du Stelling van Amsterdam a été adoptée en 1874 - quelques années après l'Unification de l'Allemagne qui a placé une puissante grande puissance sur la frontière orientale des Pays-Bas. Au cours des préparatifs avant la construction, il est apparu que le design était déjà dépassé par les avancées techniques modernes. L'invention de la grenade brise (qui exploserait sur l'impact de la cible) nécessitait le passage de la maçonnerie aux forts de béton. Les Hollandais n'avaient pas l'expérience requise pour l'utilisation et la construction avec le béton; des tests si étendus devaient être effectués; Les structures en béton étaient bombardées avec l'artillerie la plus lourde disponible à cette époque. D'autres retards résultèrent du fait que les fondations de sable devaient s'établir plusieurs années avant que les forts ne puissent être construits sur eux. C'est seulement en 1897 que la construction réelle put enfin commencer.

## Service
Le Stelling van Amsterdam n'a jamais vu le service de combat et l'utilisation de l'avion l'a rendu obsolète après la Première Guerre Mondiale. Il a cependant été maintenu en service jusqu'à sa désaffectation en 1963.
La digue à travers le Haarlemmermeer, qui a permis d'inonder la partie sud du polder alors que la partie nord pourrait continuer à produire de la nourriture pour Amsterdam, est maintenant coupée par l'autoroute A4. Cette autoroute passe également sous le Ringvaart à Roelofarendsveen, ce qui rend l'inondation du Haarlemmermeer Polder et une réutilisation hypothétique du Stelling impossibles.
En 1996, l'ensemble Stelling van Amsterdam a été désigné comme site du patrimoine mondial de l'UNESCO.

## Liste des forts

### Front nord

Fort de Spijkerboor

- Fort d'Edam
- Fort de Kwadijk
- Fort nord Purmerend
- Fort du Nekkerweg
- Fort du Middenweg
- Fort de Jisperweg
- Fort de Spijkerboor

### Front nord-ouest

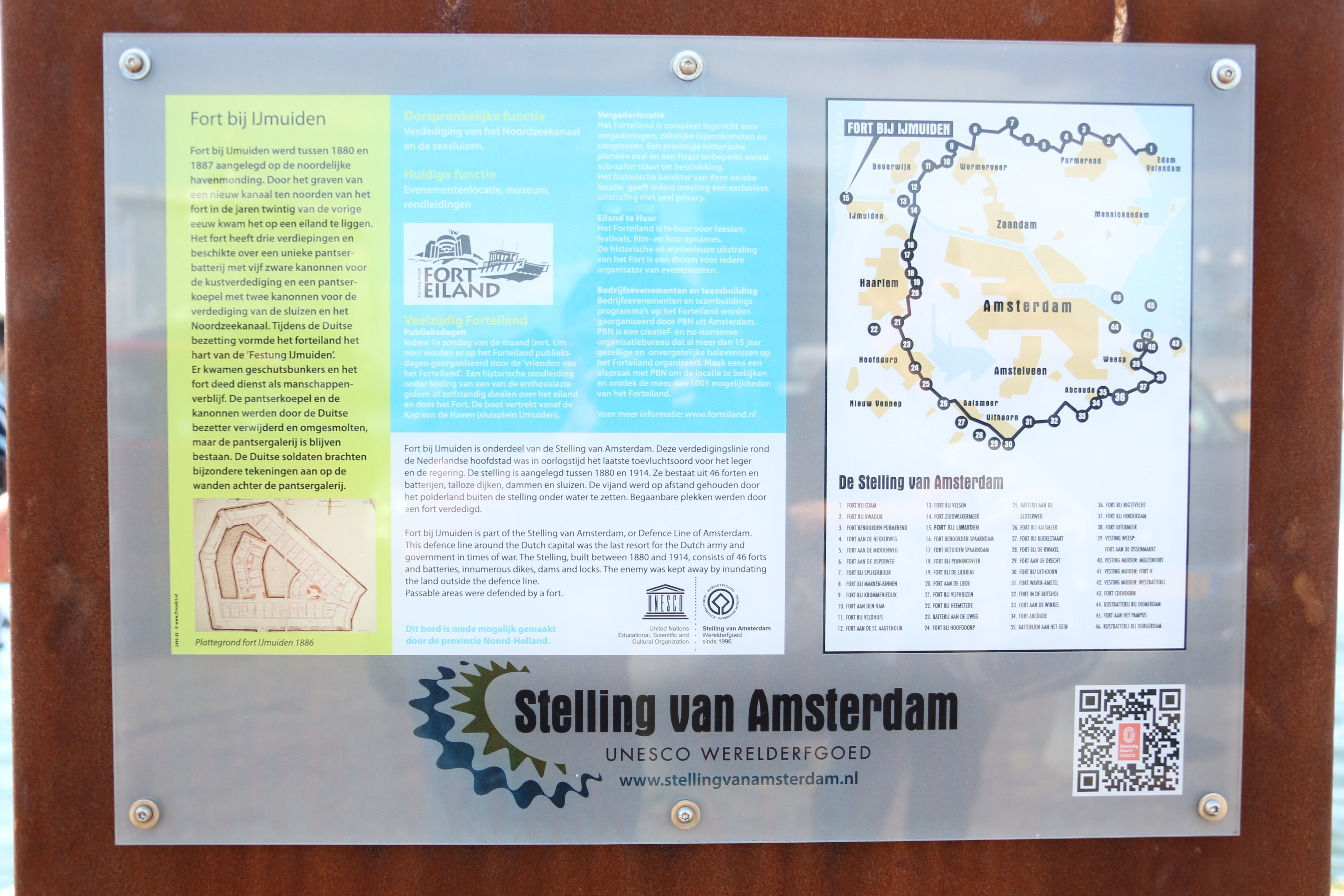
Fort d'IJmuiden.

- Fort de Marken-Binnen
- Fort de Krommeniedijk
- Fort de Ham
- Fort  de Veldhuis
- Fort de la digue Saint-Aagten
- Fort de Zuidwijkermeerpolder
- Fort de  Velsen
- Fort d'IJmuiden

### Front ouest

Fort nord de Spaarndam.

- Fort nord de Spaarndam
- Fort sud de Spaarndam
- Fort de Penningsveer
- Fort de Liebrug
- Fort de Liede

### Front sud-ouest

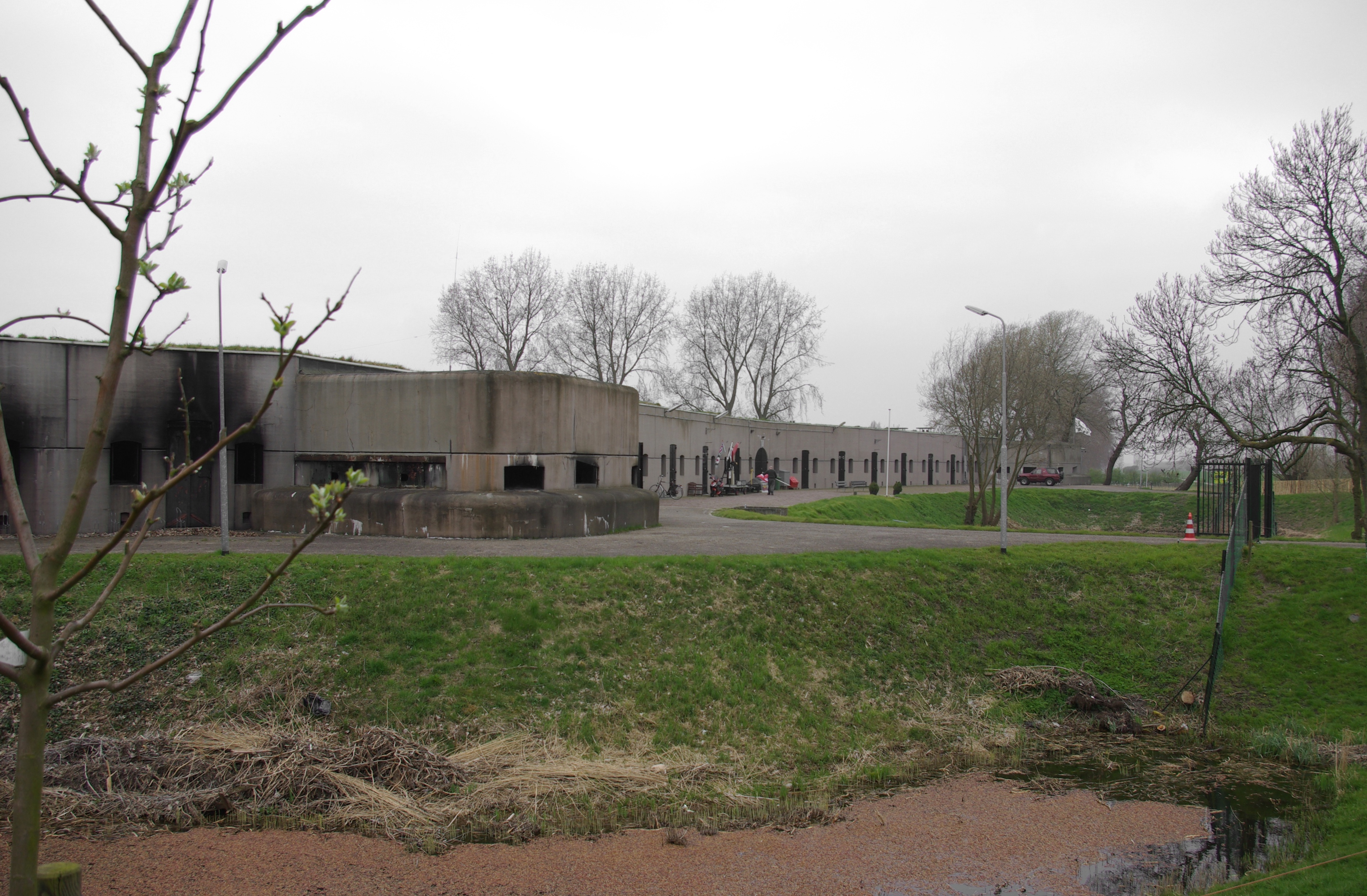
Fort d'Alsmeer.

- Fort de Vijfhuizen
- Batterie d'IJweg
- Fort d'Hoofddorp
- Batterie de Sloterweg
- Fort d'Aalsmeer

### Front sud

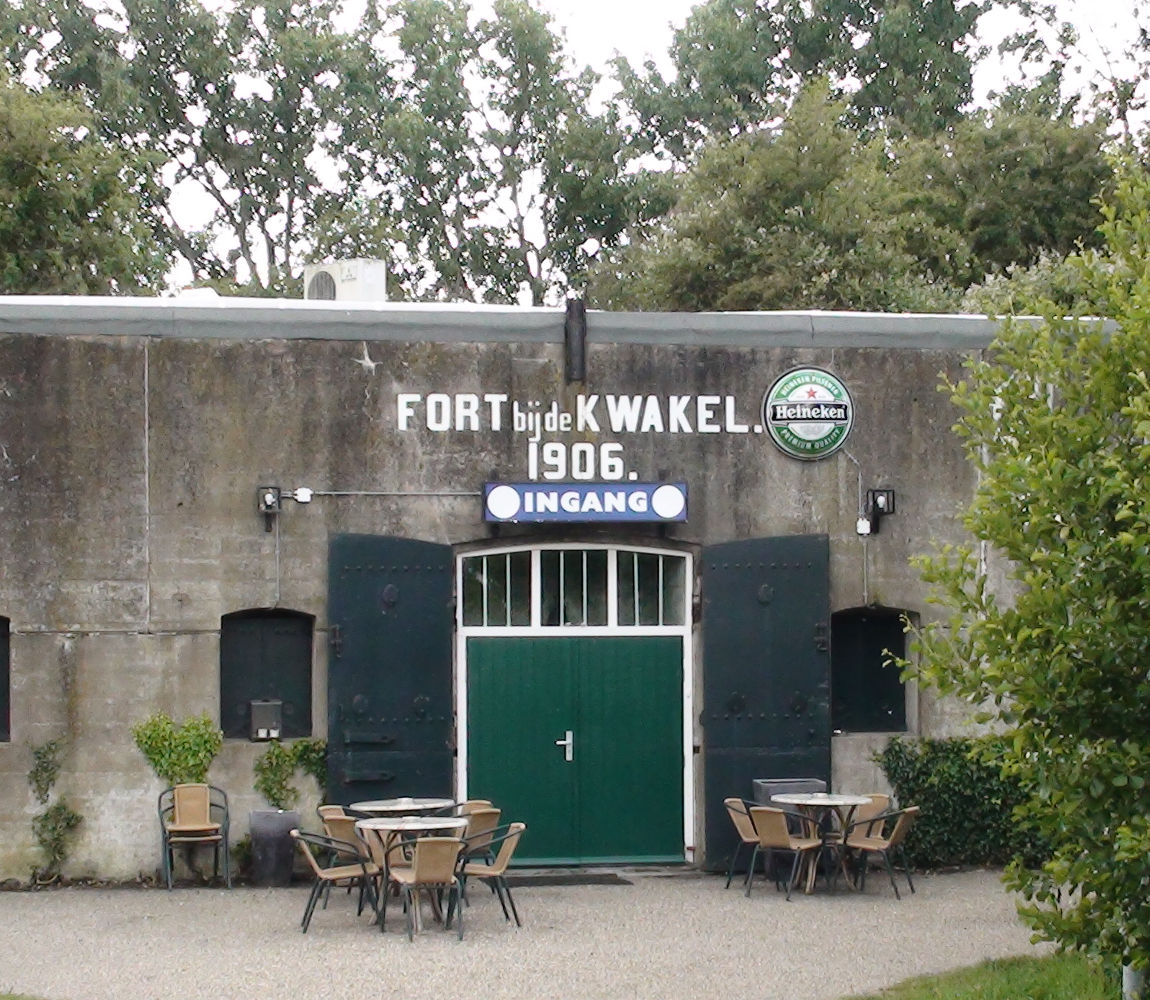
Fort de De Kwakel

- Fort de Kudelstaart
- Fort de De Kwakel
- Fort de Drecht
- Fort d'Uithoorn
- Fort Waver-Amstel
- Fort de Botshol
- Fort de Winkel

### Front sud-est

Fort d'Abcoude

- Fort d'Abcoude
- Batterie de la Gein
- Fort de Nigtevecht
- Fort d'Hinderdam
- Fort d'Uitermeer
- Forteresse de Weesp

### Front du Zuiderzee

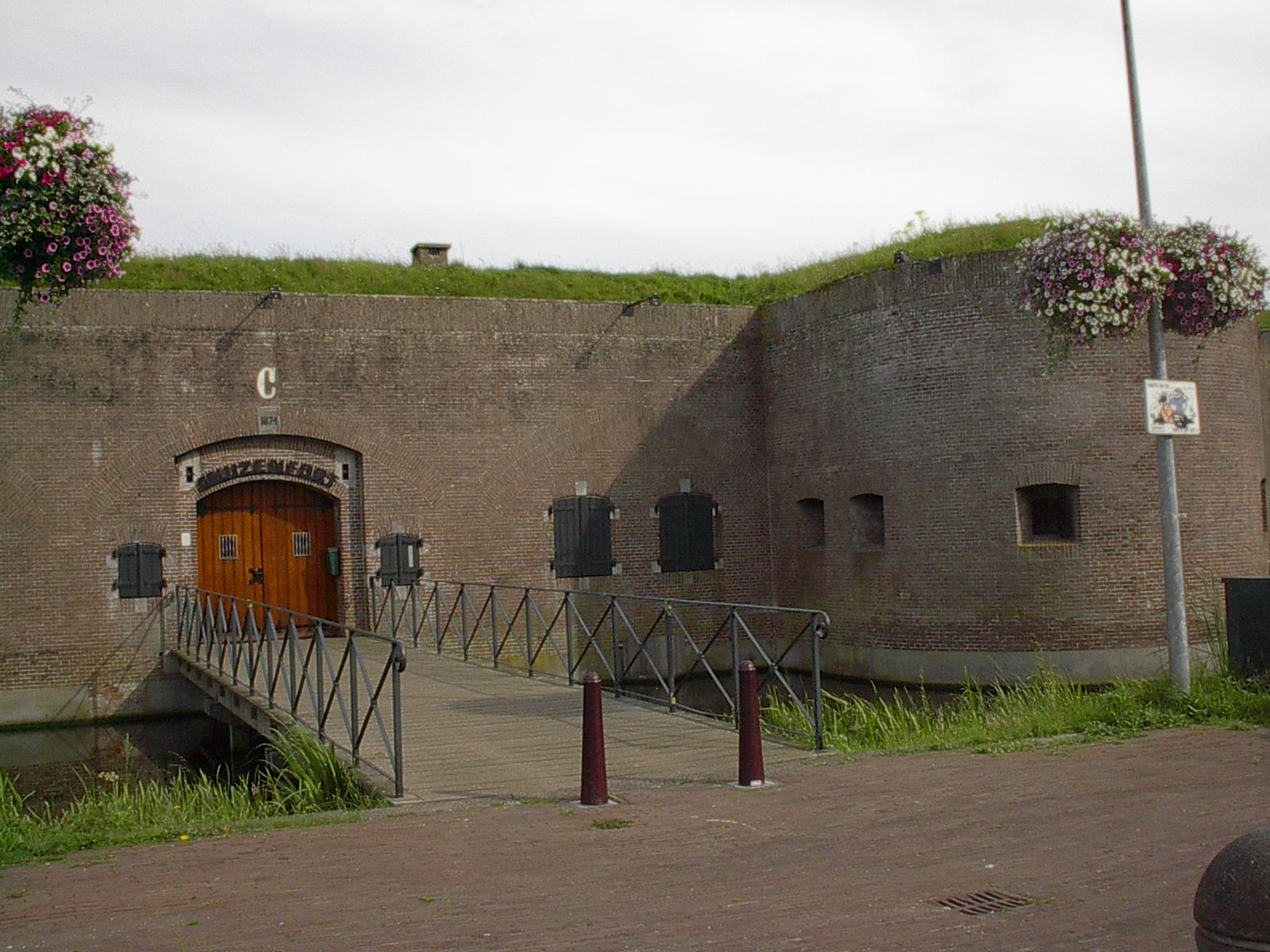
Muizenfort dans Muiden.

- Forteresse de Muiden
- Batterie de Diemerdam
- Fort Pampus
- Batterie de Durgerdam